# Сражение при Журже (1854)
Сражение при Журже — бои во время Крымской войны, произошедшие на Дунайском театре военных действий на островах возле Журжи с 21 июня (3 июля) по 26 июня (8 июля) 1854 года.
После того как русская Южная армия 11 (23) июня сняла осаду Силистрии и стала отходить на северный берег Дуная, турецкий командующий Омер-паша начал стягивать свои силы к Рущуку, чтобы форсировать здесь реку и вторгнуться в Валахию.
Командующий Южной армией генерал-адъютант М. Д. Горчаков усилил отряд генерал-лейтенанта Ф. И. Соймонова (пехотная бригада, две батареи и Павлоградский гусарский полк), стоявший у Журжи, отрядом генерал-майор А. К. Баумгартена (Тобольский пехотный полк, одна батарея и эскадрон улан), и передвинул из местечка Катаржи в Бухарест 11-ю пехотную дивизию.
К 21 июня (3 июля) Омер-паша стянул к Рущуку свыше 30 тысяч человек и в тот же день открыл огонь по Журже. На другой день Соймонов занял батальоном при 8 орудиях остров Родоман, лежащий у северного берега Дуная юго-западнее Журжи. 
23 июня (5 июля) турки, используя пароход и 18 лодок, переправились на остров Макан, где приступили к постройке батарей. 25 июня (7 июля) турки под прикрытием огня всех батарей начали одновременную переправу на Родоман, Макан и к Журже. 
На обширном Родомане первая атака была отбита тремя батальонами Томского полка генерал-лейтенанта С. А. Хрулева. Соймонов выслал в поддержку два батальона Тобольского полка. Перестрелка, переходившая временами в рукопашный бой, продолжалась до ночи. 
Войска бились в самых невыгодных условиях, некоторые части были три дня без горячей пищи, раненых отвозили под палящими лучами солнца, на соломе, без перевязок. Русский солдат перестал доверять ружью, видя, насколько оно хуже неприятельского: «Солдаты умеют отлично расправляться штыком, но стреляют торопливо, не целясь, на ружье свое мало надеясь», — говорит участник боя. И делает общий вывод: «Нам нужны лучшие ружья и хорошие головы, а с турками мы справимся».
В ночь на 26 июня (8 июля) Соймонов, находя позицию несоразмерной с числом войск, приказал разрушить мост, соединявший остров Родоман с левым берегом Дуная, и отвёл свой отряд сначала к Журже, а затем на высоты у Фратешти.
Русские войска потеряли, по одним данным — 342 убитыми и 473 ранеными, по другим — 1015, по третьим — 1800 человек. Турки, по показаниям пленных, потеряли около 5 тысяч. 
Турки довольствовались занятием Журжи и не стали преследовать. Горчаков, сконцентрировав в городке Фратешти 46 батальонов пехоты, 60 эскадронов кавалерии, 4 казачьих полка и 180 орудий, тщетно поджидал турок, но они не начали выдвижение из Журжи. Горчакову пришлось отправить в Крым 16-ю дивизию, после чего 15 (27) июля он продолжал отступление.